# 石ヶ原駅
石ヶ原駅（いしがはらえき）は、広島県安芸郡戸坂村字石ヶ原（現在の広島市東区戸坂大上）に存在した国鉄（当時は鉄道省）芸備線の駅（廃駅）。1941年（昭和16年）8月10日に営業休止となった。

## 概要
1930年（昭和5年）4月25日、ガソリンカー専用の石ヶ原停留所として開業。1937年（昭和12年）7月1日に芸備鉄道が国有化されると、引き続きガソリンカー専用の石ヶ原駅として営業した。
その後、戦時体制下に入り燃料事情が悪化。1941年（昭和16年）8月10日には芸備線におけるガソリンカーの運転が廃止され、石ヶ原駅は他のガソリンカー専用駅とともに営業を休止した。

## 歴史
- 1930年（昭和5年）4月25日：ガソリンカー専用の石ヶ原停留所として開業[1]。
- 1937年（昭和12年）7月1日：：芸備鉄道買収により国有化[1]。停留場から駅に変更になり、石ヶ原駅となる[1]。
- 1941年（昭和16年）8月10日：戦時統制によるガソリンカー廃止により、他のガソリンカー専用駅とともに休止[1]。

## 利用状況
以下の情報は、広島県統計書に基づいたデータである。
| 年度               | 1日平均 乗降人員 |
| ------------------ | ---------------- |
| 1930年（昭和5年）  | 20.6             |
| 1931年（昭和6年）  | 21.9             |
| 1932年（昭和7年）  | 28.9             |
| 1933年（昭和8年）  | 29.2             |
| 1934年（昭和9年）  | 29.6             |
| 1935年（昭和10年） | 36.2             |

## 隣の駅
鉄道省
芸備線
蒸気機関車牽引列車
通過
ガソリンカー
戸坂駅 - 石ヶ原駅 - 安芸中山駅
安芸中山駅は当駅同様ガソリンカー専用駅であり、当駅と同時に廃止された。